# Ktheju tokës
"Ktheju tokës" er en sang af den albanske sanger Jonida Maliqi og var Albaniens repræsentant i Eurovision Song Contest 2019 i Tel Aviv, Israel. I et interview med Eurovision-fansitet Wiwibloggs, afslørede Maliqi at sangen blev skrevet "for albanere, for indvandrere, for alle mennesker rundt om i verden". Teksterne omhandler emnet albansk udvandring, især i forbindelse med Kosovokrigen.
Ved ESC deltog sangen i anden semifinale, hvorfra den kvalificerede sig til finalen. I finalen opnåede "Ktheju tokës" en 18. plads blandt de 26 deltagere.